# Havran (rozhledna)
Rozhledna Havran se nachází na stejnojmenném vrchu (něm. Rabenberg) Českého lesa, asi 12 km západně obce Lesná v okrese Tachov. Jedná se o rekonstruovanou vojenskou věž z roku 1963.

## Historie

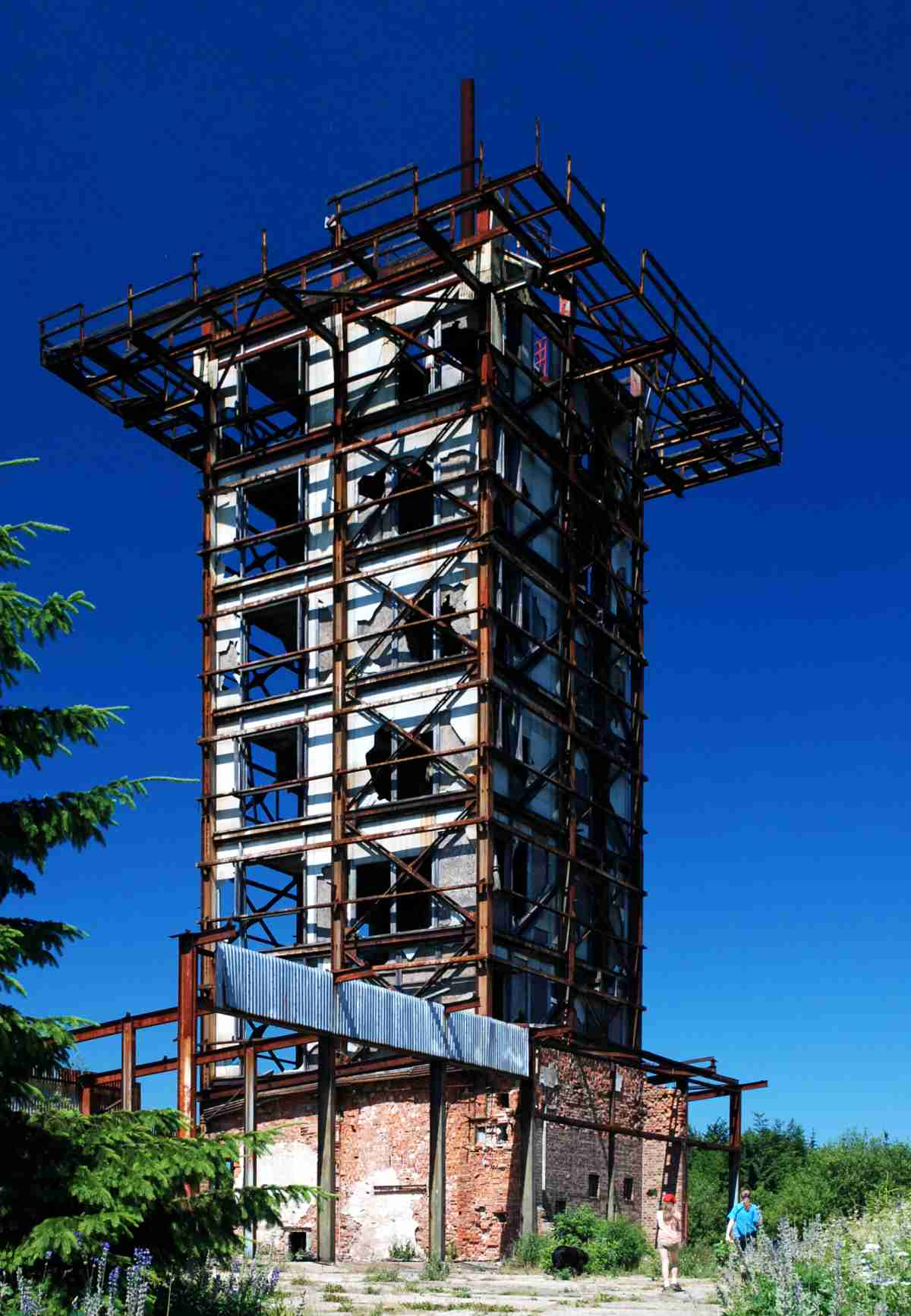
Stav rozhledny v roce 2011

V roce 1963 na vrchu Havran byla vybudována první vojenská věž, sloužící k radiotechnickému odposlechu vojenských cílů v Německu. Původní výška byla 46 metrů, z toho 25 metrů ocelová konstrukce, nad ní dřevěná nástavba s anténami. Věž měla 11 pater, vlastní kuchyň a kotelnu. Na konci 80. let byla snížena na 26 metrů a zároveň došlo k zastřešení věže. V roce 1992 byla věž armádou opuštěna, chátrala a mělo dojít k její demolici.
Zásluhou členů občanského sdružení „Klub vojenské historie a sportů Tachov“ došlo po převodu areálu do majetku klubu k opravě věže. Ponechána byla pouze nosná konstrukce, doplněno schodiště a nový vyhlídkový ochoz. Náklady z větší části kryla dotace z ROP Jihozápad, zbylé náklady nesl Klub. Volně přístupná je rozhledna od počátku roku 2014, oficiálně byla v rámci slavnosti Dne Českého lesa otevřena v sobotu 14. června 2014.

## Výhled
Zhlédnout je možné vrch a hrad Přimda, vojenskou pozorovací věž na kótě Velký Zvon, Kurzovu rozhlednu na vrchu Čerchov, vysílač (bývalá pozorovací a odposlouchávací věž) na vrchu Dyleň a za ním vrcholky Slavkovského lesa Lesný a Lysinu. Na německé straně je to rozhledna Böhmerwaldaussichtsturm, kostel na vrchu Fahrenberg, hrady Schellenberg a Flossenbürg. Za vhodného počasí lze spatřit Alpy.

## Přístup
Nejkratší přístup autem je do obce Silberhütte na německé straně, odtud pěšky 2,5 km přes Křížový kámen po zelené turistické značce. Asi 400 metrů pod vrcholem vede cykloturistická trasa č. 2175.